# 安孫子充裕
安孫子 充裕 （あびこ みつひろ、1988年10月25日 - ）は、日本の元陸上競技選手で、専門は短距離走。

## 経歴
山形県山形市出身の陸上競技選手。専門種目は短距離走。山形市立第三中学校入学時から本格的に陸上競技を行う。山形県立上山明新館高等学校3年生時のインターハイ200m走にて全国大会初優勝し、同年の国民体育大会少年A競技400m走でも優勝した。アジア・ジュニア選手権にも400m走に出場し、銅メダルを獲得している。その後、筑波大学に進学。2008年大学2年時には北京五輪代表となり、4×400mリレーに出場した。2009年大学3年時には関東インカレにて、100m走、200m走、4×400mRにてスプリント種目3冠を達成した。
卒業後はミズノに入社したのち、山形TFCを経て、山形市役所職員。
2018年山形選手権の予選に出場するが予選落ちとなり、2018年で引退。

## 主な成績
- 2006年 インターハイ 200m 優勝  21秒14
- 2006年 インターハイ 100m 第5位 10秒67
- 2009年 関東インカレ 100m 優勝  10秒30
- 2009年 関東インカレ 200m 優勝  20秒68